# Trachycephalus dibernardoi
Trachycephalus dibernardoi е вид жаба от семейство Дървесници (Hylidae). Видът не е застрашен от изчезване.

## Разпространение
Разпространен е в Аржентина (Мисионес) и Бразилия (Рио Гранди до Сул и Санта Катарина).